# Treehouse of Horror VIII
"Treehouse of Horror VIII" é o quarto episódio da nona temporada de The Simpsons e o oitavo especial de Dia das Bruxas da série. Foi exibido pela primeira vez em 26 de outubro de 1997 nos Estados Unidos pelo canal FOX. Assim como nos outros especiais, a oitava edição também é dividida em três contos de terror: um em que Homer Simpson sobrevive a uma explosão nuclear em Springfield, outro em que Bart Simpson troca de cabeça com uma mosca e o último em que Marge Simpson e suas irmãs são bruxas em um período colonial. O especial contou com a direção de Mark Kirkland e a participação de Marcia Wallace, Tress MacNeille, e Maggie Roswell.
Cada uma das três histórias possui diversas referências a produtos, começando pelos títulos "O Homem HΩmega" (o filme The Omega Man), "Mosca contra Mosca" (Fly vs. Fly - a história Spy vs. Spy e o filme The Fly) e "O Covil das Bruxas" (Easy Bake Coven - ao conto Easy Bake Oven). Na primeira história, foi cantada a música "War" por Dan Castellaneta. O episódio foi indicado a dois prêmios no ano seguinte, um Emmy e um Golden Reel Award, dos quais só ganhou o segundo. Na sua exibição original, "Treehouse of Horror VIII" foi assistido por 10,9 milhões de agregados familiares.

## Produção

As bruxas do segmento "O Covil das Bruxas", cujo título original faz referência a Easy Bake Oven

"Treehouse of Horror VIII" foi dirigido por Mark Kirkland, produzido por Donick Cary, Ron Hauge, e Dan Greaney, co-produzido por Brian Scully e Julie Thacker, e também teve seus três segmentos escritos por Mike Scully, David S. Cohen, e Ned Goldreyer. Também teve a participação especial recorrente de Marcia Wallace, Tress MacNeille, e Maggie Roswell, como Edna Krabappel, Agnes Skinner, e Maude Flanders, respectivamente. Foi cantada no segmento "O Homem HΩmega" a música "War", de Edwin Starr, por Dan Castellaneta, mas não foi creditada.
Cada um dos títulos dos dois primeiros segmentos faz referência a um filme diferente: "O Homem HΩmega" é uma referência a The Omega Man; "Mosca contra Mosca" a Spy vs. Spy e The Fly; enquanto o terceiro, "O Covil das Bruxas" faz referência ao conto Easy Bake Oven. Logo no primeiro segmento, na bomba nuclear, lê-se "Intel inside" (Intel dentro, em português) deixando a ideia de que ali havia processadores Intel. O carro usado pelos mutantes na perseguição de Homer em "O Homem HΩmega" é posteriormente denominado de "Carro Zombie" (Zombie Car, no original), e aparece no jogo The Simpsons Hit & Run, como um veículo destrancável. Nos créditos do filme, os nomes apareceram em versões "assustadoras" como "Chains Hell" Brooks (James L. Brooks) e Don "Of the Dead Nick" Cary (Donick Cary), assim como nos demais especiais de Dia das bruxas da série.

## Enredo
O episódio é dividido em três histórias de terror, assim como os demais especiais de Dia das Bruxas.

### Sequencia de Abertura
Um censor da FOX está cortando cenas do episódio e, então, ele diz que a indicação do programa é livre. No entanto, uma mão com uma espada o esfaqueia até a indicação do programa tornar-se "proibida para menores de 666 anos de idade", e aparece na tela (em sangue), "O Especial de Dia das Bruxas dos Simpsons VIII".

### O Homem HΩmega
O Prefeito Quimby faz uma piada de mau gosto sobre os franceses, comparando-os a sapos. Então, eles ameaçam lançar uma bomba em Springfield. A pedido da família, Homer decide comprar um abrigo contra bombas nucleares, sendo que, enquanto ele escolhia qual abrigo iria comprar, a França lança a bomba nuclear na cidade. Ele então apercebe-se que é o único sobrevivente da explosão, até que outros sobreviventes, que se tornaram mutantes devido à radiação, vão procurá-lo. Durante uma perseguição, Homer descobre que sua família também sobreviveu à bomba e, assim, começam a atacar os mutantes.

### Mosca versus Mosca
Durante uma feira de garagem do Professor Frink, Homer compra um teleportador de matéria. Bart, que imaginou se tornar um super-herói com a máquina, ao misturar o seu DNA com o de uma mosca, usa o teleportador, mas acaba tendo sua cabeça trocada com a da mosca. A família tenta aceitar o "novo" Bart (com cabeça de mosca), até Lisa descobrir o que aconteceu e conseguir reverter a situação.

### O Covil das Bruxas
A história ocorre durante o século XVII, em 1649. Em uma sociedade que queria se livrar de todas as bruxas da cidade, Marge é acusada de ser uma bruxa. A acusação se mostra comprovada quando após ser forçada a cair de um penhasco, ela retorna voando em uma vassoura. Ela e suas irmãs, todas bruxas, decidem ir à cidade comer crianças; mas, graças à Maude Flanders, as bruxas comem doces ao invés das crianças, dando origem a expressão "doces ou travessuras".

## Referências culturais

O robô que faz referência ao personagem Floyd, de Planetfall